# Реклинець
Реклинець— село Великомостівської міської громади у Шептицькому районі Львівської області. Населення за переписом 2017 року становить 1848 осіб. Поштовий індекс— 80078.

## Населення

### Мова
Розподіл населення за рідною мовою за даними перепису 2001 року:
| Мова       | Кількість | Відсоток |
| ---------- | --------- | -------- |
| українська | 1788      | 99.94%   |
| російська  | 1         | 0.06%    |
| Усього     | 1789      | 100%     |

## Топоніміка села Реклинець
Географічна назва села Реклинець, вочевидь пояснюється його положенням щодо річки Желдець. Саме річка відіграла основну роль в утворенні села. Цілком ймовірно, що її басейн, який був добре зволожений, і тому багатий на представників флори і фауни привернув увагу перших поселенців. Русло річки, яке мандрує з південної сторони територією села, робить крутий поворот на захід, утворюючи своєрідний кут-клин. Звідси й походить назва «Реклинець». Щоправда, є й інша версія походження назви села — історична. Згідно переказів людей, під час походів татар у наші землі відбувалося багато лихоліть. Мешканці місцевості рятувалися від спустошливих набігів, сильно кричали і рекли кінець, загибель. Цей крик («рик») було чути в інших селах і галасливих жителів прозвали «реклинчанами», їхнє село — Реклинець. Через різновид природно-територіальних комплексів, наявності лісу, боліт, річки, луків, окремої рослинності, село дуже розкидане. Воно поділене на ряд хуторів, різних частин-кутів, околиць, присілків тощо [1, с. 24].
На території села Реклинець налічується чотири хутори — Дуб, Гібляки, Батюки і Черешня. Виникнення хуторів та їх назв пояснюється по-різному. Очевидно, з бігом часу село розросталось, поширювалось, тож цілком закономірно починають поставати хутори (присілки). Найстарішим з них був хутір Дуб, який знаходиться у північно-західній частині села біля урочища бабка. Походження назви хутора досить цікаве. За розповідями старожилів одного разу селом пройшлася велика буря, яка положила кремезного дуба через русло річки. Від того часу люди дерево використовували як міст для переходу з правобережжя на лівобережжя. Це дало змогу деяким жителям села там і поселитися. Хутір Черешня (південна частина села) сформувався на місцевості, де росли черешні, і саме завдяки звабливим плодоносним деревам отримав свою назву. Причому черешні, на той час, на території села більше ніде не зустрічались. Походження назв хуторів Гібляки і Батюки схожі і походять від імен перших поселенців цих місцевостей. Зокрема, першим жителем присілку Гібляки вважається Гібляк Давид. Цей присілок лежить на північ від села і схований у лісі. Хутір Батюки — на узліссі у східній частині села. Нині обидва хутори занепадають, люди покидають віддалені хати, а хутір Батюки повністю залишився без жителів. Про його існування нагадують лише пусті занедбані хати та фруктові сади біля них [1, с. 24—25].
Відзначається Реклинець різними кутами-відсілками. Найбільшим з них за площею є кут Болото. Назва місцевості походить від особливостей ґрунту. Земля тут досить зволожена, наявними є поклади торфу. В північній частині села, поряд з Болотом розташований кут Рубань. Що цікаво, як і назва села він має дві легенди щодо походження. Своєї назви. В давнину це була північно-східна околиця центру села яку займав ліс. Саме цей ліс був відведений сільською громадою для вирубки на потреби будівництва. Згодом розчищене місце заселили люди. Втім існує інша героїчна легенда про походження назви Рубань. Переказ говорить що в даній околиці було поле на якому відбулась велика битва між місцевими мешканцями та ворогами-татарми. Люди запекло рубали один одного від того й пішла його назви.
Також у північній частині села, по ліву руку від Болота на узліссі знаходиться кут Лісове. Його назва походить від місцевості, яка була зайнята лісом. Поступово село розросталося в різні сторони, врізаючись своїми хатами у ліс, який з часом люди розчистили, утворивши кут Лісове. Й до сьогоднішнього дня на Лісовому в певних місцях між будинками ростуть залишки ділянок лісу.
Північно-західна частина села зветься в народі Кутом. Носить таку назву дана місцевість завдяки тому, що лежить у вигині русла річки Желдець. Поряд з Кутом, у західній околиці села розкинулася Сороківка. Її назва походить від вуличного прізвиська першого поселенця — Сорока. На південному заході села тягнеться кут Пісок, який отримав свою назву через місцевість, де він виник — вся вона була вкрита пісками.
На протилежному кінці села Реклинець, у його східній стороні знаходиться невеликий відсілок Салаші. Назва його походить від побудованих там тимчасових жилих будинків — «салаші», які лише згодом перетворилися на постійні помешкання.
Нарешті, в північній частині села на узліссі розташований присілок Манделюки. Назвою він завдячує своєму першому поселенцеві, яким згідно переказів був Манделюк Іван.
Сама центральна частина села називається просто — Село (центр). Поряд з нею розташовані жилі території — Заріка та Попрочина. Назва останньої походить від місцевості через яку люди ходили навпростець [1, с. 25-26].

## Давня історія села

Дмитро Павлів

У 1987 р. Сокальська археологічна госпдоговірна експедиція Інституту суспільних наук АН УРСР (тепер — Інститут українознавства імені І. Крип'якевича НАН України) під керівництвом Дмитра Юліановича Павліва проводила дослідження поселення княжої доби, яке виявлене в зоні меліорації поблизу с. Реклинець Сокальського району Львівської області. Пам'ятка знаходиться за 2 км на південний схід від села в урочищі «Бужитина», на піщаному пагорбі серед осушених торфовищ у заплаві правого берега р. Желдець, правої притоки Рати, і займає площу приблизно 100×200 м. Розкопками відкрито 250 м кв. площі поселення, на якій виявлено чотири об'єкти (велику наземну споруду, яму-піч та три господарські ями), численний керамічний матеріал, окремі вироби із заліза. Наземна споруда мала в плані неправильну підовальну форму, у найширшій, південно-східній частині її розміри становлять 6,7 м (по лінії північний захід — південний схід) на 6 м (по лінії північний схід — південний захід). Зовнішній контур споруди зафіксовано на глибині 0,4—0,5 м від сучасної поверхні. В західній частині споруди долівка понижувалась і утворювала кількаступеневе заглиблення, яке мало в плані неправильну овальну форму розміром 3,3×2,6 м. У північній частині заглиблення виявлено округлу в плані яму розміром 1,5×1,3 м і глибиною 0,9 м від сучасної поверхні. В заповненні ями знайдено велику кількість фрагментів кераміки (скупчення 2), обмазку, попіл із вкрапленнями дрібних шматочків деревного вугілля. Ще одне скупчення уламків кераміки розміщувалося за 0,4 м на південний захід від цього вогнища на глибині 0,7 м. У південній частині споруди, на глибині 0,65 м, виявлено овальну в плані яму розміром 1,3×0,8 м, в перерізі лінзоподібну, заповнену шматками залізного шлаку. Кераміка із заповнення споруди представлена уламками горщиків з діаметром вінець від 18 до 26 см. Діаметр денець, які мають плоске дно становить 9–12 см, клейм не має. На посуді відсутній орнамент. Весь посуд виготовлений на гончарному колі. В тісті є домішки піску. Поверхня світло-цеглястого або темно-сірого кольору. Профіль вінчика потовщений, його зовнішній край сформовано у вигляді манжета або маловиразного карниза, що є характерною рисою для кераміки Х–ХІ ст. Окремі горщики мають вінця із помітною закраїнкою з внутрішнього боку, яка стає типовою для кераміки наступних століть. Окрім глиняного посуду, у заповненні споруди знайдено кілька залізних виробів: ніж, частина рибальського гарпуна та залізний стрижень невідомого призначення. Цікавою спорудою виявилася яма–піч. Вона мала в плані овальну, більш звужену до півночі форму розміром 2,8×2,15 м. За 30–50 м на південний схід від споруди 1 розташовані три ями. Дві з них подібні між собою, в плані округлі, діаметром 1–1,5 м, у перерізі півкруглі, глибиною до 0,7—0,9 м. У заповненні ям траплялися нечисленні уламки кераміки, кістки тварин, обмазка, маленькі шматки вугілля. Третя яма (об'єкт 3) дещо більша. В плані вона мала неправильно овальну форму розміром 1×1,5 м, в перерізі підпрямокутну форму, із сходинкою у південно-західній частині. Глибина ями становила 1,1 м від рівня її виявлення. Серед фрагментів посудин з цього об'єкта вирізняється верхня частина горщика діаметром 18 см по вінцях, які сильно розхилені назовні і мають манжетовидний зріз по зовнішньому краю, з внутрішнього боку вінець досить чітко простежується закраїна. В цілому виявлений під час розкопок керамічний матеріал з поселення поблизу с. Реклинець можна датувати Х–ХІІ ст. [4, с. 193—197].

## Ранньомодерна доба

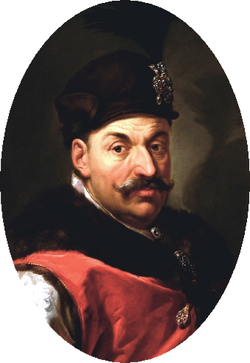
Стефан Баторій

За даними люстраційного податкового протоколу складеного спеціальною люстраційною комісією (працювала над переписом протягом 1559—1563), у 1563 році село Реклинець платило у державну казну сукупний річний податок у розмірі 80 злотих, 7 грошів і 15 денарів. Якщо врахувати, що у цей час село Двірці платило податки у розмірі 153 злотих, 13 грошів і 15 денарів, то можна припустити, що Реклинець був другим за величиною навколишнім населеним пунктом біля Мостів (останні платили відповідно 217 злотих 3 гроші і 15 денарів). Ці дані свідчили про швидке господарське зростання новозакладеного міста, по відношенні до оточуючих його поселень сільського типу, у тому числі Реклинця, які в не дуже віддаленому минулому не відрізнялися демографічно і економічно від Мостів. Село входило у важку для заселення, так звану «зону водного Лісу». В на середину XVI ст. до неї також входили Мости, Добротвір, Струмільче та ще 2 міста і 40 сіл. За даними люстрації «Реклинецький княжик» (війт) був звільнений від сплати податків. Натомість місцева православна церква і її парохи таких привілеїв не мали. Цікавим був податок, який жителі платили за дівчину, яка виходила заміж і йшла жити в іншу місцевість. Становив він тоді 15 грошів. Жителі Реклинця в своїй більшості займалися землеробством, яке було єдиним джерелом утримання (на 1 село припадало тоді середньо біля 10 нив обробленої землі). У селі з'явилися перші євреї.

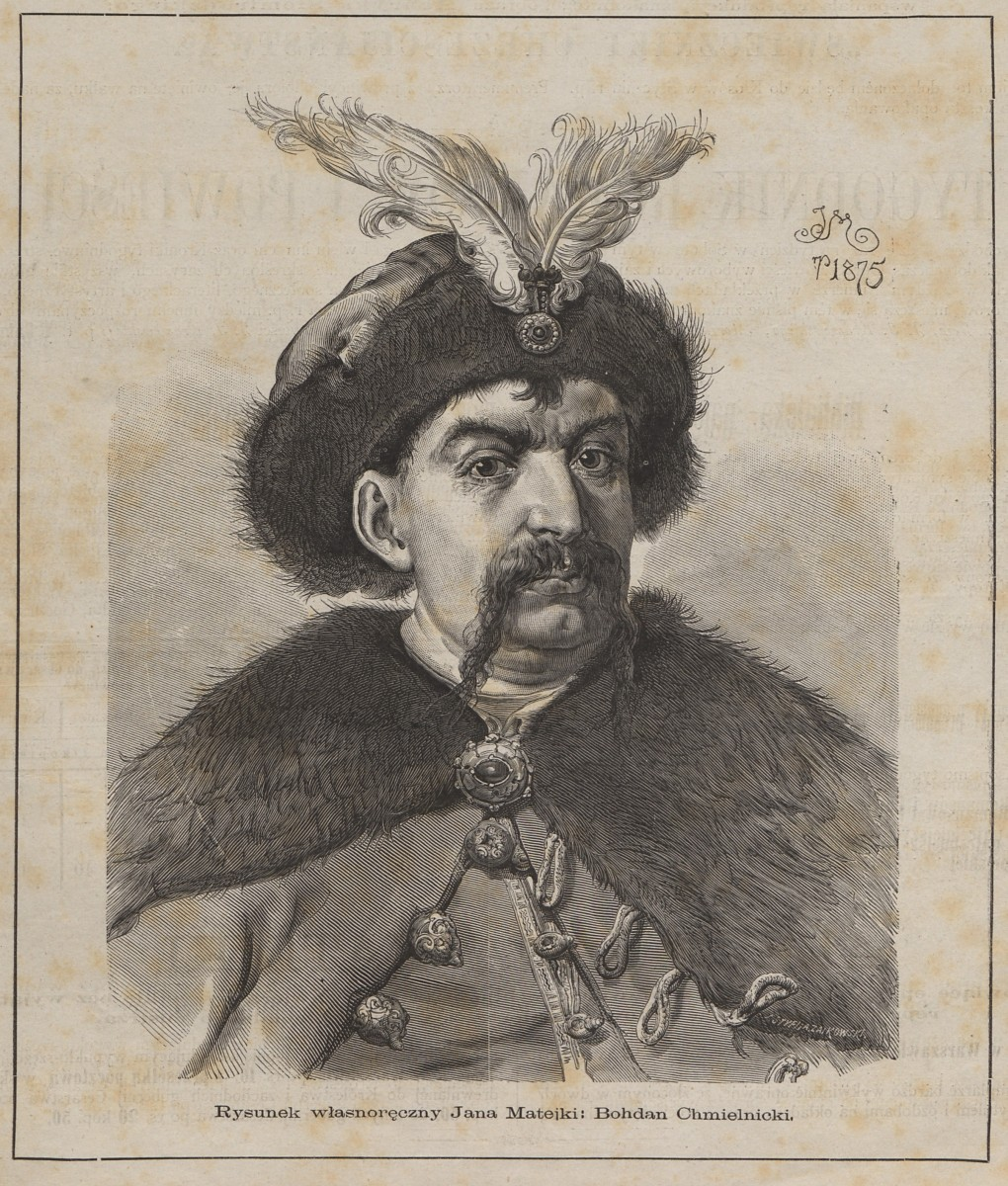
Богдан Хмельницький

Під 1578 роком в королівських податкових книгах Белзького воєводства вперше документально згадується про існування православної парохії у селі Реклинець, де правив один священик. Крім цього, в документі йдеться про те, що навколишні землі зазнали двох спустошливих нападів татар (1575 і 1578 рр.) і значно постраждали. Через це король Стефан Баторій надав місту Августову (колишня назва Великих Мостів) та найближчим селам більші привілеї, для того аби вони якнайшвидше відновилися. У податковому реєстрі за 1578 р. згадується також, що у Реклинці 10 осіб займалися «вільним палінням смоли у королівських борах». Водночас згадуються й євреї, які здебільшого займалися ремеслом і гендлем. Останні справно платили податки у державну казну, тому польський король своїм указом від 6 липня 1578 р. зрівняв у правах місцевих євреїв з іншим населенням, дозволив їм вільний труд. Цікаво, що податок на торгівлю спиртними напоями на той час становив два флорени на рік. Щочетверга реклинчани їздили в Августов на базар, а також на міський ярмарок, який відбувався 14 вересня, на свято Воздвиження Чесного Хреста. Незважаючи на поступове зростання ремесел у селі, більшість реклинчан продовжували займалися землеробством [1, с. 34—35].
У квітні 1648 р. на Лівобережній Україні вибухнуло національно-визвольне повстання під проводом Богдана Хмельницького. Після перших перемог воно перекинулося й на Правобережжя. Здобувши 23 вересня перемогу під Пилявцями, козацько-селянські загони Хмельницького у вересні вступили на територію Східної Галичини. Тим часом тут уже вирували селянські повстання. Великі загони бунтівників діяли в районі Кам'янки-Струмилової і Сокаля. Селяни відмовлялися виконувати повинності на корсть панів. Із запису в Городищенському євангеліє – пам'ятки XVII ст., відомо, що козацькі загони проходили також через Реклинець і Стремінь. В останньому ще й досі збереглися дуби (біля колишньої церкви), яким більше як 350 років і існують перекази про те, що їх посадили тут саме в часи Хмельниччини. Місцеві селяни з неприхованою радістю зустрічали прихід визволителів. На початку жовтня армія Хмельницького взяла в облогу Львів. Облога тривала три тижні, впав Високий Замок, але місто відкупилося від гетьмана великим викупом. Після цього Хмельницький рушив на Замостя. Польсько-шляхетська влада у Східній Галичині залишилася триматися лише в окремих місцевостях, де були сильні польські залоги. Після невдалої облоги Замостя армія Хмельницького вдруге пройшлася Галичиною. Слідом за нею сюди повернулася польська шляхта, яка долаючи опір повсталого населення, стала відновлювати старий порядок.

## XVIII століття

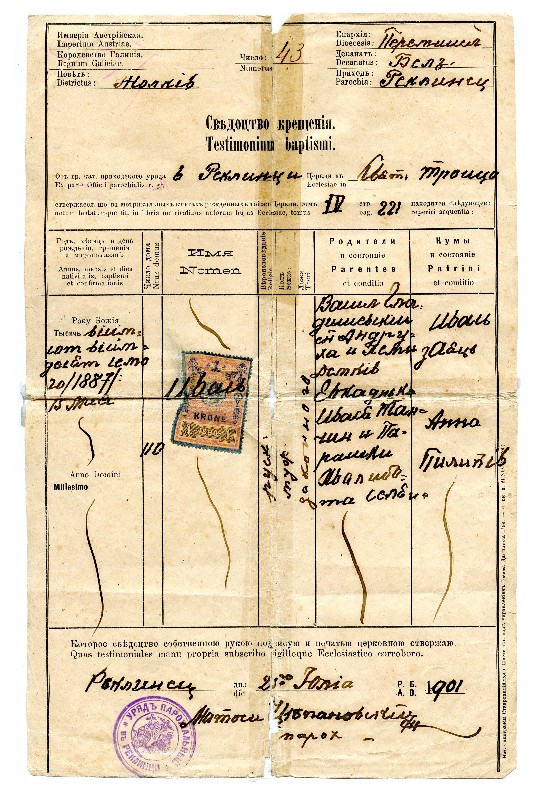
Cвідоцтво про хрещення Івана Гладишевського, 1887 року народження, село Реклинець, Жовківського повіту

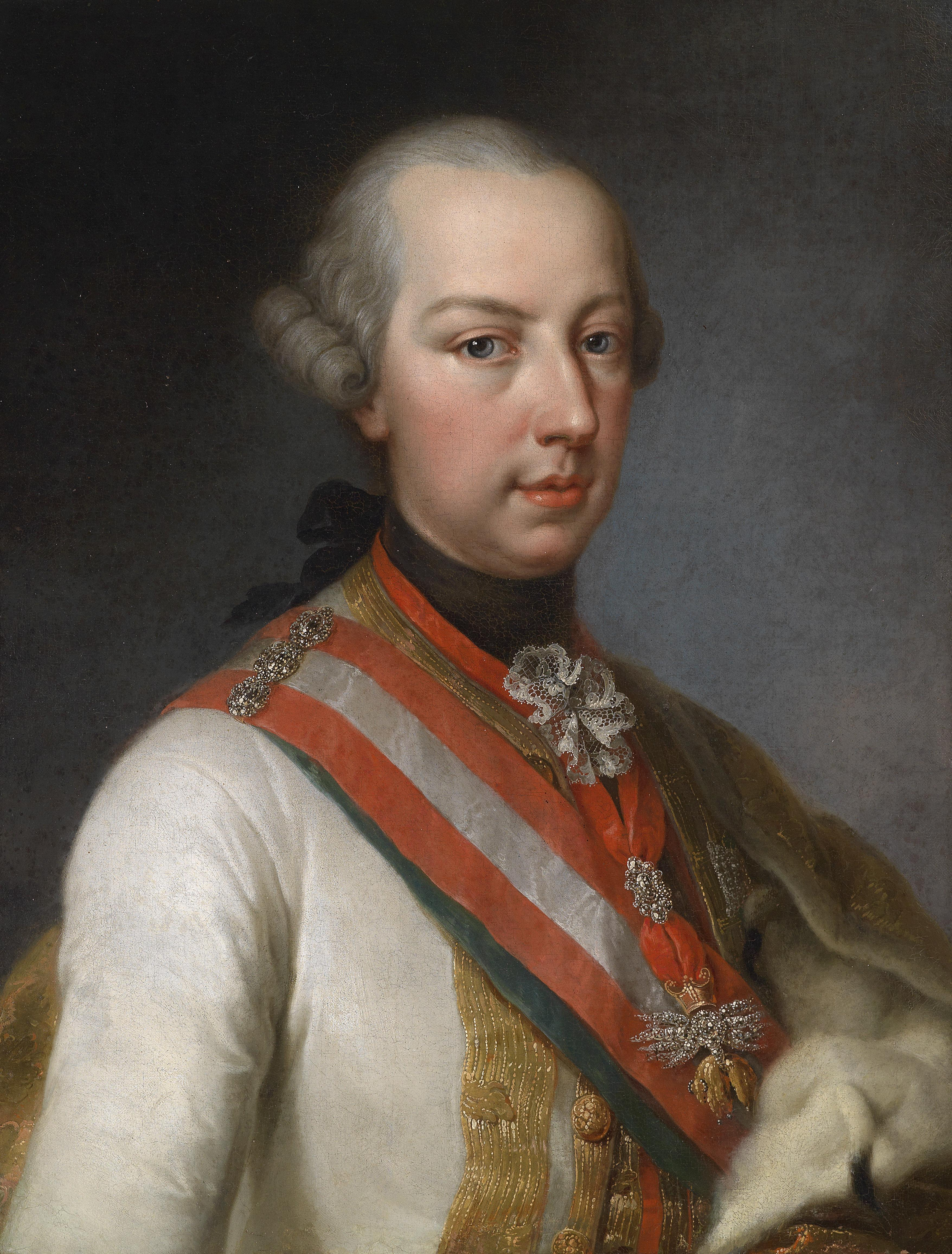
Йозеф ІІ

7 червня 1752 р.з а дозвільною грамотою польського короля Августа ІІІ село Реклинець переходить у власність[джерело?] «Її Ясновельможної Пані» Еви Коньовської з роду Потоцьких[джерело?] [1, с. 37].
З 1785 р. при церкві велися метричні книги, що були цінним історичним джерелом про життя сіл Реклинець та Стремінь. У них велися записи про укладення шлюбу, реєструвалися дати народження і смерті місцевих жителів. Метричні книги тривалий час були важливим документом, оскільки були єдиним джерелом, де реєструвалися акти громадського стану. Витяг з метричних книг в народі просто називали «метрикою». З наказу австрійського імператора Йосипа ІІ від 20 лютого 1784 р. такі книги велися на латинській мові. Незважаючи на численні протести духовних осіб проти такого рішення імператора, Міністерство Внутрішніх Справ від 16 жовтня 1875 р. підтвердило своїм декретом стару норму. Тільки у міжвоєнний період записи у метричних книгах велися українською мовою. За розповіддю місцевого жителя Йосипа Кнопа, під час Другої світової війни книги були заховані, але ніхто не знав де саме. Пізньої осені він вартував біля дзвіниці (на випадок пожежі вартовий мав бити у дзвін) і дуже змерз Вирішивши зігрітися, Йосип пішов до старого шпіхлєра із сіном, що стояв неподалік від церкви. Чоловік спробував заритися у сіно, але коли він це робив то звідти посипалися якісь папери. Поглянувши на них Йосип зрозумів, що це метричні книги і заховав їх назад. Через декілька днів, під час наступу Червоної Армії шпіхлєр, а разом і з ним книги, повністю згоріли. До сьогоднішнього дня копії фрагментів метричних книг з Реклинця зберігаються у пачках і складках в Архіві Головних Актів Давніх у Варшаві. Зокрема, вони охоплюють період 1872—1881, 1896—1908 (всього 480 сторінок) та 1909—1937 (525 сторінок). Тут є записи дат народжень і смерті жителів Реклинця і Стременя, зареєстровано також шлюби, усі ці події охоплюють період: 1872—1881, 1896—1898, 1900—1904, 1907—1908, 1909—1921, 1923—1937 рр. [1, с. 39—40].

## ХІХ століття
В 1848 році Австрійський уряд скасував панщину у Галичині. На честь відзначення 50-річчя цієї події жителі Реклинця поставили у центрі села пам'ятний дерев'яний хрест. Виготовлений він був з дубового матеріалу і мав на собі відповідний напис. Біля хреста було насаджено липи. Пізніше він був замінений на чавунний хрест свободи, який був закріплений на дубовому стовпі. Стояв він до середини 1960-х років біля роздоріжжя Добротвір — Великі Мости. У зв'язку із розширенням дороги і будівництва нового моста, хрест був перенесений на цвинтар. Влітку 1989 року його повернули на попереднє місце, при цьому замінивши на металевий (сьогодні він знаходиться на подвір'ї Кліща Петра).
За переписом 1859 року у Реклинці 1036 осіб належали до греко-католицької парафії [1, с. 42].
В 1864 році неподалік від церкви сільська громада збудувала дерев'яний парафіяльний дім. Він теж був покритий залізною бляхою. Першим жителем цього будинку став греко-католицький парох Нестор Менцінський, який служив при церкві Пресвятої Трійці у 1863—1872 роках. В будинку були чотири кімнати, в одній з яких знаходилася велика піч, при вході — невеликий ґанок. Під будівлею знаходився викладений з цегли великий погріб. Неподалік дому ріс невеликий фруктовий сад, стояли кілька підсобних будівель. З того часу аж до початку радянсько-німецької війни обійстя служило помешканням для багатьох місцевих парохів. Протягом 1920-х рр. кількість будівель на подвір'ї парафіяльного дому збільшується. Зокрема, в 1921 р. на зусиллями реклинчан було перебудовано стару стодолу (крита соломою). Її довжина становила 30 метрів, а ширина 8,5 метра. Неподалік від стодоли знаходився великий хлів, який перебував у поганому стані і його ще в 1928 р. селяни ремонтували. Втім ніякої худоби в цьому хліві не тримали. Водночас, на подвір'ї була розташована дерев'яна чопа на сіно (10 х 7,5 метра, крита соломою). Під час війни і деякий час по її завершенню парафіяльний дім залишався без мешканців. Місцева влада перетворила його на фельдшерсько-акушерський пункт. Відповідно було змінено весь внутрішній інтер'єр. Старі занедбані прибудови на подвір'ї було знесено, частину дерев у саду зрубано. Після закриття ФАПу будинок більше не використовувався, і у середині 1990-х років був знесений [1, с. 42—43].
За переписом 1879 року у селі Реклинець, що було заселене по обидва береги річки Желдець і входило до Жовківського повіту (утворений в 1880 році) [7, с. 603] налічувалося 195 домів у яких мешкали 1244 особи. За національністю тут проживали 1102 українці, 141 поляк, 54 євреї та 55 німців. Усі жителі належали до певних парафій, зокрема: 1106 з них були греко-католиками, 138 — римо-католиками, 54 сповідували юдаїзм. Місцева греко-католицька парафія (до неї також входили 220 прихожан зі Стременя) належала до белзького деканату перемишської єпархії, римо-католицька — до Великих Мостів. У селі знаходилася невелика школа.

## 1901—1919 роки
Незважаючи на незадоволення місцевих поляків, у 1908 році з ініціативи священика о. Лева П'ясецького (прибув на служіння у село в 1907 р.) у Реклинці було засновано культурно-освітнє товариство «Просвіта». Основним завданням товариства стало сприяння просвіті реклинчан в культурному, національно-політичному та економічному напрямах. Головою «Просвіти» одностайно було обрано отця Лева, який незмінно перебував на цій посаді чверть століття. Просвітянським осередком села стала простора читальня, що знаходилася у центрі села. Її будували виключно на кошти місцевих жителів. Люди допомагали у будівництві чим хто міг. Приміщення читальні було заставлене книгами, зокрема творами Тараса Шевченка, Богдана Лепкого, Івана Франка. Люди ще довгий час пам'ятали книжки Лепкого «Мотря», «Не вбивай», «Батурин». Книжки дуже цінували, берегли, не нищили, поповнювали бібліотечний фонд за кошти, які надходили від концертів, вистав і пожертвувань. Працювали у бібліотеці без зарплати, за власним бажанням. Після Першої світової війни за членство у читальні треба було платити 20 грошів. Проводилися такі дуже цікаві для людей відчити (лекції, доповіді) на різні теми. У читальню записували молодих людей певного віку, суворо карали за знищену або загублену книгу. Висока культура поведінки не дозволяла хлопцям палити цигарки, розпивати спиртне, лихословити. Загалом, у міжвоєнний період «Просвіта» залишалася найпотужнішою освітянською організацією на селі, яка водночас брала на себе функції виразника національних інтересів реклинчан-українців, часто відстоюючи їхні права перед польською владою [1, с. 48].

Вояк австрійської армії Кроп Степан (1917 р.)

Як і наприкінці ХІХ ст, так і в перші роки ХХ ст. молоді хлопці служили у лавах австрійської імперської армії, у так званому ландвері (армія мирного часу), термін строкової служби у якому становив чотири роки. Призивалися юнаки 21-річного віку. 28 червня 1914 року у Сараєво було вбито ерцгерцога (наслідника австрійського престолу) Франца-Фердинанда. Це стало приводом до початку Першої світової війни. З її вибухом чоловіки з Реклинця та Стременя відправилися на фронт воювати у лавах ландштурму (так називалася австрійська армія у воєнний час до якої зараховувались особи віком від 19 до 42 років, що мали змогу носити зброю) проти російської армії. Точна їх кількість невідома. Здебільшого це були малодосвідчені необстріляні селяни. Вже на початку війни, після наступу росіян вони виявилися відкинуті зі своїми частинами далеко від дому. Надалі воякам довелося проходити горнило Галицької битви, Зимової битви у Карпатах, пережити бої під Рава-Руською та облогу Перемишля, ризикувати життям під час Горлицької операції, зупиняти Брусиловський прорив та воювати у менш відомих битвах. Умови для солдатів були важкими, окрім безпосередньо воєнних дій, вони потерпали від холодних зим у Карпатах, частого недоїдання та небезпечних хвороб. Точних відомостей про кількість загиблих жителів наших сіл немає. Після розпаду Австро-Угорської імперії в 1918 р., ті з реклинчан і стремлян, хто залишився живим, частково повернулися додому, частково влилися до лав Української Галицької Армії.
У той час, коли у розпалі була Перша світова війна жителі Реклинця протягом 1915—1916 роках зазнали ще однієї страшної події — у селі лютувала холера. Остання відносилася до гострих інфекційних захворювань людини, і мала тенденцію до епідемічного розповсюдження; відносилася до карантинних хвороб. Збудником цієї недуги був холерний вібріон. Варто наголосити, що джерелом інфекції є людина (хворий холерою або вібріоносій). Саме зараження настає при попаданні вібріонів в шлунково-кишковий тракт, головним чином із забрудненою водою, їжею. Хвороба небезпечна й тим, що особи, які спілкувалися з інфікованими, підлягають госпіталізації і обстеженню. За цей період в Реклинці холера забрала життя, за різними переказами, у понад десяти її жителів. Померлих, боячись поширення інфекції, хоронили за межами села (приблизно 1 км на захід від Реклинця). Незважаючи на те, що померлі від холери були поховані за межами села, їхні родичі піклувалися про могили. Зокрема, відомо, що Пенюк Панько — житель хутора Черешня, ставив хрести на могили кількох своїх родичів. Однак з часом місце поховання «холерного цвинтаря» заросло високими бур'янами, від старих дерев'яних хрестів нічого не залишилося. Тільки 6 грудня 2009 р. за ініціативи сільського голови Куцина П. Г. і зусиллями жителів Реклинця — Корновою Володимиром, Романчуком Степаном, Буськом Петром, Кручиком Степаном, і Владикою Іваном на місці поховань було встановлено символічний дерев'яний хрест. В 2012 р. на цвинтарі відбувся молебень, на хресті встановлено пам'ятний напис.
Після розпаду Австро-Угорської імперії українці заявили про своє право на формування власної держави. Поляки вкрай негативно поставилися до цих прагнень українців. Після Листопадового повстання у Львові в 1918 р. і проголошення Західноукраїнської Народної Республіки почалося формування Галицької армії, яка була покликана боронити самостійність нової держави від зазіхань поляків. До лав української армії вступило багато юнаків з Реклинця та Стременя. Усі вони брали участь у кровопролитній україно-польській війні 1918—1919 рр. Цікавою була доля стрільця Василя Хвальботи (1899 р. н.). У 18 років його взяли до австрійської армії. Молодий юнак потрапив на італійський фронт. Тут дізнався про революційні події в рідному краї. Не знаючи ні німецької, ні угорської мови, самотужки добрався до Галичини, де без вагань став добровольцем Галицької армії. Брав участь у боях під Жовквою, Равою-Руською, Белзом. Під час Чортківської офензиви 1919 р. потрапив до польського полону, у якому перебував три місяці. В полоні солдату довелося нелегко, через складні умови утримання, йому довелося перехворіти тифом. Загалом під час україно-польської війни полягли за волю своєї країни 13 воїнів з Реклинця та 1 із Стременя. Місця поховань більшості з них невідомі. На цвинтарі у Реклинці похований тільки хорунжий В. П'ясецький — старший син місцевого священика. Серед загиблих в україно-польській війні було — 13 реклинчан (Буката Мирон, Владика Яків, Гладишевський Яків, Гнатів Федір, Годісь Іван, Дячок Михайло, Ільків Іван, Ільків Михайло, Ключка Василь, Ключка Гнат, Левицький Михайл'о, П'ясецький Володимир, Цюцюрупа Харитон) і 1 житель Стременя (Підкова Федір). Усі вони не досягли й 20-річного віку.

## 1920—1929 роки

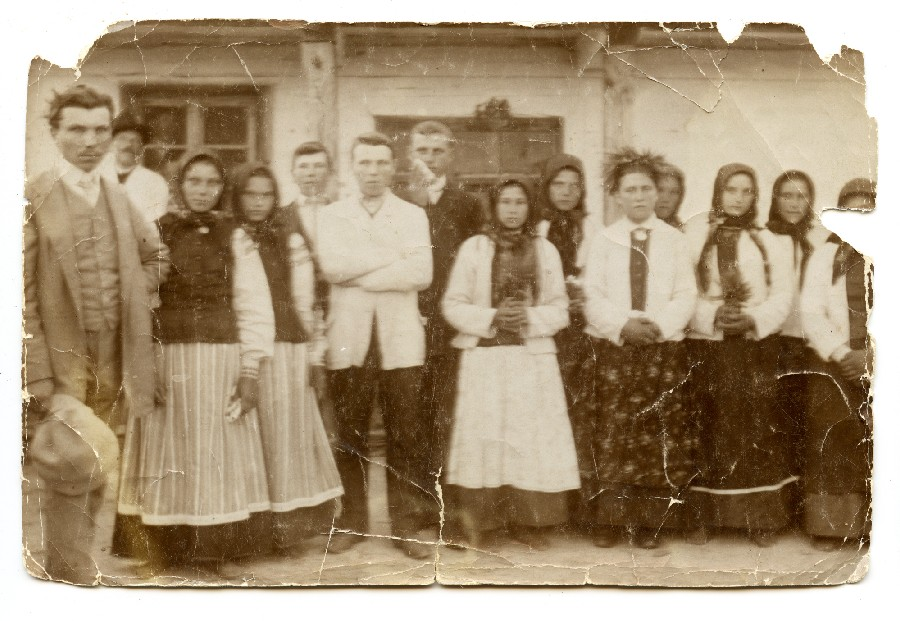
Молодь села Реклинець. 1920-ті рр.

Після відновлення польського панування в Східній Галичині, реклинецький фільварок переходить у власність польського єврея 40-річного Адольфа Кремінцера. У володіння нового пана переходять величезні угіддя, 340 гектарів лісу, паровий млин, спиртзавод, багатий на фруктові дерева сад і велика кількість худоби. Оскільки місцеві жителі у своїй масі були бідними і не мали достатніх засобів для прожиття, то одні йшли до багача працювати на млині або заводі (спирт возили у діжках до Львова), інші доглядали за панськими коровами, виконували хатню роботу, трудилися на полях тощо. Були спеціальні люди, які слідкували за якістю роботи найманих робітників. Оплата здійснювалася за кожен робочий день.
Жив Кремінцер у 2-поверховій віллі за річкою (на місці сучасного магазину «Під липами»), за порядком і благоустроєм якого слідкувала прислуга на чолі з економом. Кремінцер був парубком, але з місцевих жителів він узяв собі за співмешканку дівчину Ягну Владику. Незважаючи на те, що пара не була одружена, у неї народилося двоє дітей — хлопчик (помер малим) і дівчинка. За переказами старожилів, усі свої грошові збереження Кремінцер тримав у якомусь чеському банку. Коли в березні 1939 року гітлерівська Німеччина окупувала Чехію, ці заощадження пропали. Стривожений такою звісткою, Кремінцер отримав сердечний приступ. Ледве оправившись від нього, реклинецький землевласник зазнав другого удару — у вересні того ж року на територію Західної України вступили загони Червоної Армії. У Реклинці встановлюється радянська влада. Рятуючись від нової влади, Кремінцер залишив усе своє майно і нашвидкуруч втік у Львів до брата. Там він зробив собі документи на нове прізвище і знайшов якусь роботу. Однак, від пережитих потрясінь Кремінцер довго не прожив і невдовзі помер, не витримавши повторного сердечного приступу. Стосовно ж Ягни, то з дочкою вона виїхала у Польщу. [1, с. 59].
В середині квітня 1921 р. у лісі обабіч Реклинця зі сторони Кам'янки-Срумилової згорів восьмирічний молодник на просторі 200 моргів. Шкоди було завдано 200 тисяч мп. Проведене слідство не виявило причини пожежі [12, с. 4]. 

Приміщення польської читальні у Реклинці на хуторі Болото (1920 р.)

За переписом 1926 року у Реклинці проживало 2600 осіб, 1950 з яких за віросповіданням були греко-католиками. До останніх також належали 650 жителів Стременя. На середину 1920-х років життя реклинчан було складним. Польща посилила гніт місцевого населення. В пошуках заробітку селяни за скромну платню продавали свою робочу силу місцевому землевласнику А. Кремінцеру. В Реклинці лише декілька селянських господарств володіли 5—10 моргами (0,56 га) землі. Більшість господарств були малоземельними (від чверті до одного моргу), або взагалі безземельними. Для прикладу, такі сім'ї, як І. Сагайдака, М. Демчука, Г. Петрухи, І. Слоньовського мали лише по декілька десятин землі. Найбідніші селяни жили в злиденних умовах. 95 процентів будинків були криті соломою, рідко в яких була дерев'яна підлога. Однак, реклинецькі селяни не мирилися із своїм безправним становищем [1, с. 60—61]. В 1926 році найбідніші реклинчани організували економічний страйк, спрямований проти Кремінцера. Повітова жандармерія жорстоко розправилася з учасниками страйку. Не маючи змоги нормально прожити на рідній землі, деякі із жителів села в середині 1920-х років виїздять на заробітки в інші країни. Цікавою є доля Михайла Олексіва, який приїхав у пошуках роботи до США. В штаті Огайо він знайшов роботу, а невдовзі познайомився з українкою Катериною Гриньків із села Купичволя, з якою через деякий час одружився. У США в молодої сім'ї народилися двоє синів — Дмитро та Йосип [10, с. 7].

## «Пацифікація» 1930 року
Восени 1930 р. польський уряд з ініціативи прем'єра Ю. Пілсудського і міністра внутрішніх справ Ф. Славой-Складовського розпочалися репресій щодо українського населення Галичини. Приводом для так званої пацифікації (умиротворення) послужили численні антипольські акції: підпали майна польських власників, пошкодження ліній зв'язку та ін., що відбувалися в краї влітку та восени 1930 р.

Комендант Головної Державної поліції полковник Я. Малешевський на відкритті Школи поліції у місті Великі Мости (1929 р.)

11 жовтня цього року до села Реклинець прибув відділ 6-го полку кінних стрільців з Жовкви. Вже о 4 годині ранку частина відділу оточила ціле село, щоб ніхто не пішов з села. Однак забули про одну доріжку, що вела до лісу. У селі панував великий неспокій, бо люди вже чули про карну експедицію та її дії в сусідньому селі Стремені. Закликали війта і будинку. Там зачитали список поляків та євреїв і їх звільнили. Решту, кількістю в 120 чоловік, зігнали на подвір'я біля школи, поставили сторожу, а потім по двоє під конвоєм вели до школи. Коли війт і радний заявили, що така поведінка суперечить діючим законам, тоді війта викинули. Не допомогло навіть те, коли він сказав, щоб його били першим, якщо взагалі мають когось бити. Перш за все питали про зброю, а потім, після допиту, робили навіть з старими людьми різного роду «вправи» лише для того, щоб посміятися над ними. Дуже важко побили Пилипа Танчина, Антона Баку (68 років) і Івана Бокату (30 років). У с. Стремені сільські дівчата змушені були плести дротяні нагайки і загортати їх у полотно. Екзекуція відбулася так, як усюди. Все тіло після екзекуції було чорне. Потім поставили побитих над річкою і за наказом: «Падай у воду» люди змушені були стрибати в річку і там виконувати, як говорили, «лугові вправи». А тому, що всі мусили ввійти у воду одягненими, в кого лише були паперові гроші, квитанції або інші документи, — все було знищено. Коли наказували повністю занурюватися в воду, стрільці на конях спеціально стежили за тим, щоб ніхто не висунув скоріше голову з води. В такому випадку били нагайками по голові. Такі вправи повторювали кілька разів, лишаючи 5 хвилин на перепочинок між першою та другою вправами. Коли стрільці від'їжджали, то наказали селянам на колінах кланятися тим, хто від'їжджав, і дякувати за навчання.
Звіт командира навчального відділу кулеметного ескадрону 6-го полку кінних стрільців у Жовкві командирові полку про хід пацифікації, проведеної у селі Реклинець: «Навчальний відділ складався з 4 кадрових підофіцерів, 39 рядових під командуванням поручика 6-го полку кінних стрільців Антоні Томковича. Крім того, для супроводу цього відділу був направлений вахмістр жандармерії Кароль Дворник з чети жандармерії у Львові…
Арешти. 11 цього місяця о 6 годині я прибув разом з навчальним відділом до гміни Реклинець, де наказав затримати 50 селян віком від 18 до 50 років. Після 48 годин я звільнив [їх] у зв'язку з відсутністю доказового матеріалу (докази — приналежність свого часу до партій Сельроб, УНДО й організації „Луг“). Вахмістр Дворник зробив у дуже багатьох місцях обшуки, під час яких знайшов дуже багато різноманітної зброї. Крім того, внаслідок мого розпорядження і заяви про репресивні заходи по відношенню до тамтешнього населення частина мешканців гміни Реклинець добровільно принесла зброю. Загальна кількість забраної зброї у гміні Реклинець така: 26 карабінів, 6 рушниць, 6 револьверів, 7 багнетів і 80 бойових патронів.
Обшуки. Вахмістр Дворник провів докладний обшук в хаті тамтешнього керівника народної школи Івана Гладишевського, під час якого знайшов 2 українські етнографічні карти України і багато творів соціалістичного змісту, виданих Українською соціалістичною партією. Вахмістр Дворник забрав і знищив карти та українські соціалістичні твори. Крім того, вищезгаданий жандарм у моїй присутності зробив обшук школи. В класі вчителя Гладишевського застали бруд і повне занедбання. Державні портрети та емблеми брудні і неоправлені. Відсутній портрет пана маршала Юзефа Пілсудського на стіні. Допоміжні навчальні картини були сховані в шафі. Під час дальшого обшуку в школі у Реклинці знайшли в шафі брудний портрет пана Пілсудського, що є власністю канцелярії гмінного уряду в Реклинці й який позичили на час обстеження шкільним інспектором. Обшук, зроблений у хаті відсутньої вчительки Марії Карпової, відомої української шовіністки, не дав жодного результату. Вкінці проведено обшук у залі „Просвіти“. Знайдено заховані портрети Шевченка та Івана Франка, які витягнули і потім знищили за відсутність польських державних емблем у залі „Просвіти“. Бібліотечні книжки були сховані у греко-католицького священика П'ясецького (староство в Жовкві вказувало на нього як на лояльного до держави громадянина). [їх] переглянув вахмістр Дворник і більшу частину з них пізніше спалив у зв'язку з їх неприхильним до поляків змістом.
Застосування репресій. Репресії застосовували такі, як і в гміні Стремінь, причому, однак, до громадських робіт у гміні Реклинець у зв'язку з великою кількістю будинків забрали 450 робітників і 50 підвід для ремонту громадських доріг» [2, с. 48].

## 1931—1939 роки

Союз українок у селі Реклинець (1936 р.)

В 1936 році у Реклинці виникла жіноча організація «Союз українок». Її метою була активізація жінок, піднесення їхнього освітнього та фахового рівня, участь жінок у культурно-освітніх та фахово-доброчинній діяльності. Програмно-ідеологічними засадами «Союзу українок» були національно-державницька ідея та ідея суспільної рівноправності жінок. Організація видавала двотижневик «Жінка» і часопис для селянок «Українка». Існувала тісна співпраця з «Просвітою». Очолювала реклинецький осередок жінка з Великих Мостів, яка приїздила на зібрання. Місцеві жінки, що входили до «Союзу українок» (кількість у різний час коливалася від 20 до 30 жінок різного віку) збиралися в одній з хат і вчилися шити, куховарити, співали пісні, готували вистави. З однією із таких вистав — «Бабський бунт» — жінки виступали у місцевому клубі. Популярністю серед реклинчан користувалася також вистава «За двома зайцями». Крім цього ставилися концерти присвячені релігійним святам. До Реклинця в гості з виступами приїздили жінки члени «Союзу українок» з сусіднього Добротвора. Цікаво, що на возах реклинецькі жінки їздили на зібрання організації навіть до Львова. В 1938 році польська влада заборонила діяльність «Союзу українок» [1, с. 70].
Влітку 1938 р. у Реклинці відбулося урочисте святкування 30-річчя існування в селі товариства «Просвіта». Очолював на той час місцеву організацію (після смерті о. Лева П'ясецького у 1933 р.) Михайло Крифка. Незважаючи на те, що Реклинець тоді входив до складу Польщі, святкування відбувалося при синьо-жовтих прапорах. У читальні відбувся концерт з піснями і концертом, відбулися лекційні виступи провідних членів товариства. Загалом, упродовж 1930-х років активними членами просвітницького руху у Реклинці були Крифка Михайло, Гнатів Катерина, Левицька Ганна, Заяць Катерина, Хвальбота Василь, Крушинська Катерина та інші. Серед учасників «Просвіти» були також люди, які самі складали вірші. Один з таких віршів під назвою «Ой дивна, дивна наша родина» написала Ільків Ганна. Він присвячений Різдвяним святам і складений під впливом дитячих вражень і спогадів про Святий вечір. До складу «Просвіти» входили також місцеві прихильники Комуністичної партії, які прагнули поширити її вплив на діяльність товариства. Пізніше читальня «Просвіти» згоріла і дуже мало книжок з неї вдалося зберегти, їх люди підпільно тримали у себе вдома. Книжки видав Пилипів Микола. Після встановлення у 1939 р. радянської влади у Західній Україні, більшовики, розуміючи безперспективність підпорядкування товариств своїй ідеології припинили діяльність «Просвіт», значна кількість майна і книжкових фондів була знищена [1, с. 72—73].

## Друга світова війна
1 вересня 1939 р. нападом Німеччини на Польщу вибухнула Друга світова війна. Відповідно до таємного протоколу до Пакту Молотова — Ріббентропа Червона Армія 17 вересня перейшла польсько-радянський кордон. Невдовзі її загони були вже у селах Реклинець і Стремінь. Місцевий поміщик А. Кремінцер утік зі села у Львів. Після приходу більшовиків, ними було скинуто і знищено синьо-жовтий прапор, який висів на церковній дзвіниці. У селі замайоріли червоні прапори (перша спроба вивісити у Реклинці червоний прапор була здійснена невідомим ще 1 травня 1931 року). Слід відзначити, що вже на початку 1930-х років у селі виникли невеликі осередки КПЗУ. 27 вересня 1939 року у Реклинці було створено революційний комітет, який очолив місцевий комуніст Васько Дмитро Петрович. До складу ревкому також увійшли Я. О. Накрийко, В. Я. Левицький та ін. Секретарем сільської комсомольської організації був Саноцький Дмитро Іванович (загинув на фронті під час Другої світової війни). За свідченнями місцевого жителя Владики П.: «З перших днів встановлення радянської влади у селі і по віддалених хуторах було відкрито школи, до речі, й для дорослого населення. В село прибула група вчителів із східних областей для допомоги у ліквідації неписьменності. Революційний комітет, створив спеціальну комісію, яка зайнялася розподілом поміщицьких земель. Худобу, зокрема 80 корів, 20 робочих волів, а також 20 коней, птицю і землю одержали найбідніші люди в селі. Спочатку все було так, як і мріяли селяни. Газети виходили українською мовою, радіопередачі передавалися українською і російською мовами. За Польщі по радіо можна було почути тільки польську мову. Згодом до людей прийшло розчарування. Почалися виклики до НКВС, облікування кращих господарств. Все викликало тривогу» [1, с. 74—75]. А ось як про ці події згадувала Марія Юліанівна П'ясецька: «Я, зокрема з чоловіком, пояснювала, що НКВД провадить свою політику шаблонно, не підходячи до питань індивідуально і наслідком цього були такі прикрі випадки заарештувань людей, які ні в чому не винні. Я хотіла ще додати факти, які на кожного з нас вплинули пригнічуючо. Коли прийшли більшовики в 1939 р., то вони почали вивозити всіх гайових, тобто охоронців лісу. Вивозили їх масово на схід. В лісі є гайовий і лісничий, а також і інженери. Інженерів не вивозять, лісничого теж не вивозять, а вивозять тільки гайового. Чому. Це було не відомо. В Польщі гайові були дуже бідні, ішли на це працювати тільки бідняки, які не мали поля, це були дуже бідні люди і тому ми не могли зрозуміти, що це значить… В селі Реклинець біля Мостів Великих був гайовий — Адасько Мороз. Він був великий бідак, це був панський ліс, який належав поміщику Кременцеру. Він дуже знущався над цим Адаськом і йому погано жилося. Цього бідняка Адаська теж вивезли на схід» [5]. Для охорони порядку у Реклинці було організовано народну міліцію з 30 чол. 22 жовтня 1939 р. більшовиками було організовано вибори до Народних Зборів Західної України, які відбувались в умовах суворого контролю з боку радянських органів влади і більшовицьких спецслужб. Вибори почалися рівно о 6 годині ранку. До 5 години дня у Реклинці і Стремені проголосувала переважна більшість виборців (загалом на вибори з'явилися бл. 90 % жителів сіл). О 12 годині ночі вибори закінчилися. Населення Реклинця та навколишніх населених пунктів на безальтернативній основі проголосувало за свого посланця на Народні Збори Васька Д. П. Останні засідали протягом 26—28 жовтня у Львові і проголосили входження Західної України до складу УРСР.

Рядовий Владика Степан

Внаслідок Львівсько-Сандомирської операції війська Першого Українського фронту під командуванням Маршала Радянського Союзу І. Конєва, зокрема частини 13-ї армії генерал-лейтенанта М. Пухова 15 липня 1944 р. вступили на територію сіл Реклинець і Стремінь. В цей час бойових дій у селах не було, тому значних матеріальних втрат селяни не зазнали. Органи радянської влади провели у липні-серпні тотальну мобілізацію до лав Червоної Армії. Окрім чисто військової, мала вона ще й політичну мету: підірвати соціальну базу ОУН-УПА. Більшість солдатів з Реклинця і Стременя поповнили лави Першого Українського фронту. 169 жителів Реклинця вирушили на фронт. З них 74 залишилися навіки лежати у землях Болгарії, на рівнинах Польщі, на берегах Одера, гірських схилах Словаччини. Ще 13 воїнів зі села Стремінь поклали голову у Другій світовій війні. Варто відмітити те, що усі вони були простими рядовими (окрім Ясинського Володимира, який за 2 місяці боїв встиг здобути звання молодшого сержанта), що красномовно підкреслює прагнення комуністів змусити жителів Західної України, яка перебувала під окупацією німців «змити із себе сором», тому й кидали їх першими у бій. Це були здебільшого непідготовлені до боїв селяни. Їхній вік коливався від 17 до 44 років. Серед наймолодших юнаків, які загинули на чужині були 17-річний Кравчишин Михайло, 18-річні Грушевський Олексій, Ільків Михайло і Левків Степан. Загалом втрати реклинчан, що воювали у лавах Червоної Армії були найбільшими серед усіх населених пунктів (включаючи міста Сокаль, Белз і Великі Мости) теперішнього Сокальського району. 72 реклинчани за проявлений героїзм і мужність були нагороджені орденами і медалями.
Відомо, що під час німецько-фашистської окупації найбільші людські втрати серед мирного населення на території Галичини поніс єврейський народ. Не був винятком і Реклинець, де після жахливих розправ і переслідувань над євреями, нікого з них не залишилось. На той час у Реклинці проживало близько 20 єврейських сімей. Вони були розсіяні по селі і здебільшого займалися торгівлею, були також кравці, особи, які займалися сільським господарством тощо. Серед них відомі імена — Майорко (продавав корови, мав с цукерки, сухарики, дріжджі тощо), Качка, Хайка, Габл, Генця (мала свою корчму біля читальні), Альбін (у цій сім'ї була дочка на ім'я Регіна). У листопаді 1941 р. більшість реклинецьких євреїв були зігнані у спеціальне гетто в м. Великі Мости. Фашисти конфіскували у них майно та нещадно використовували на тяжких примусових роботах. Час від часу відбувалися розстріли груп євреїв. Як правило, акції знищення євреїв проводилися фашистами у дні найбільших релігійних свят. Процес остаточної ліквідації гетто у Великих Мостах розпочався 22 жовтня 1942 р. Частину євреїв перевезли у сокальське гетто, де усі вони були знищені. З 10 лютого 1943 р. почалося масове знищення євреїв з великомостівського гетто. Люди, знесилені непосильною працею, голодні та хворі, практично без жодного опору йшли на страту, яка часто була бажаним кінцем їхніх пекельних страждань. Понад 1400 євреїв були вбиті у лісовому урочищі «Бабка» (біля дороги Великі Мости — Борове). Спочатку на місце страти зігнали чоловіків-євреїв, які викопали глибокий рів, після чого їх розстріляли. Потім німецькі солдати і поліцаї виводили по декілька осіб на дощатий поміст, перекинутий через рів і розстрілювали їх. В цей же час у місті особливо жорстоко вбивали грудних і маленьких дітей. Загалом з реклинецьких євреїв вдалося врятуватися Майорку з сином Герецом (утік на хутір Гібляки, а потім виїхав у США), але двоє його доньок загинули [1, с. 77—78]. 8 жовтня 2006 р. в урочищі «Бабка» відбулось відкриття пам'ятника жертвам Голокосту [3, с. 2].

## Повстанський Рух опору
У 1943 р. бійці ОУН-УПА на возах приїхали у Реклинець і виступали з піснями та читаннями віршів перед селянами. Реклинчанам запам'яталася пісня «Степан Бандера – наш завзятий лицар, Хоче збудувати самостійний край…». Деякі з жителів сіл Реклинець і Стремінь вступили до лав Повстанської Армії. Серед них відомі імена – Д. Маївського і В. Хвальботи. Три сини колишнього сільського голови (перебував на посаді війта перед війною) – Івана Дячика, також зголосилися виборювати самостійність України. Двоє з них – загинули, а їхня сестра Ганна після війни вивезена на виправні роботи. В 1943 році сталася ще одна знакова подія в історії Реклинця, на місцевому цвинтарі (південна сторона) було насипано високу символічну могилу полеглим за волю Ук-раїни. На її вершині встановлено дерев'яний хрест. Освячена вона була парохом  Романом Третяком. З 1942 року реклинецький осередок ОУН очолював директор школи Іван Маївський.
27 березня 1946 року відбувся оборонний бій УПА з МВС між селами Реклинець–Стриганка. У цьому зіткнення загинули ройовий Клен і воїни УПА Шевчук, Швець, Смерека з сотні ВО-2 УПА-Захід «Галайда-1» [6].

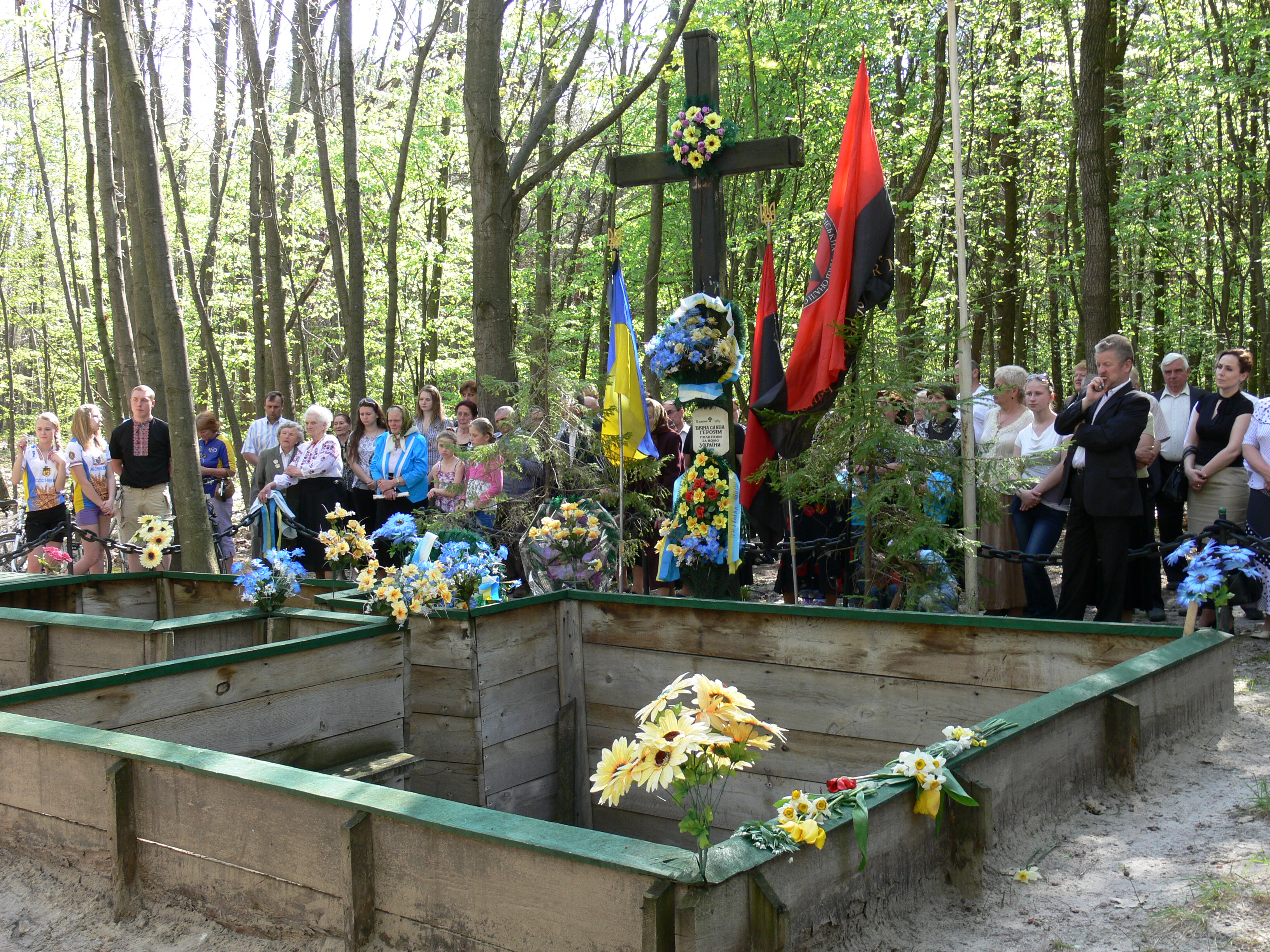
Символічна повстанська криївка в урочищі Морозівське

У квітні 1951 р. біля лісової криївки в урочищі Морозівське (знаходиться між селами Реклинець і Рокети, Кам'янко-Бузький р-н, Львівська область) протягом 3-х днів тривав бій оборонців бункера УПА з військами НКВС. Це була не проста криївка, а надсекретний бойовий комплекс, що містив крім основної криївки склади продуктів і зброї, госпіталь та три бойові точки. Тут була і потужна радіостанція з дизельним генератором та батареями, і своя криниця з питною водою. Для охорони була виділена ціла сотня, в яку входили вояки із Прикарпаття та Східної України, яких тут не знав ніхто. Повстанці займалися збором розвідувальних даних через потужну агентурну мережу в радянських установах та переправленням соратників через кордон. У госпіталі було вилікувано понад 300 бійців та через криївку було переправлено близько трьох сотень людей за кордон для подальшого ведення боротьби. В різних місцях району було три точно таких бункери-імітації для того, щоб збити з толку переслідувачів. Тож навіть радянським спецслужбам не вдалося з'ясувати, куди поділася, наприклад, повстанська каса. На час оточення криївки енкаведистами у ній переховувалося вісім повстанців: Данило Мисак (псевдо «Каменяр»), Мар'ян Шульган («Біловус»), Марія Степанишин («Рома»), Ігор Мачинський («Ромко»), Ярослав Іванець («Малий») та ще три невідомих воїни (відомі їх псевдо — «Слава», «Соловій» і «Ярий»). Війська НКВС вислідили місце схованку противника і значними силами оточили його криївку. Начальник районного НКВС підполковник Шульга наблизився до криївки і викликав на розмову командира «Каменяра», якому запропонував здатися в обмін на життя. Однак Данило Мисак відмовився виконати умови ворога. Тоді підло черга з автомати скосила «Каменяра». До пораненого підбіг зв'язковий «Біловус» і втягнув командира до криївки. Після цього почався нерівний бій. Повстанці до останнього патрона відстрілювались від у кілька разів переважаючого противника, а коли 12 квітня закінчилися усі набої востаннє заспівавши «Ще не вмерла Україна» підірвали себе у криївці. Загалом історія знищення криївки має два варіанти. За першим варіантом НКВС вислідкували воїнів УПА по крові пораненого, якого переносили у криївку. За іншою — упівців здав мешканців одного з навколишніх сіл, який носив воїнам їсти (другий варіант більш правдоподібний). Причина проста — йому набридло постійно бути в небезпеці годуючи повстанців (а годувати ставало все складніше після запровадження колгоспів) при цьому явних ознак наближення незалежності не спостерігалося. На деревах неподалік криївки були зроблені відповідні позначки для НКВС, які взяли повстанців в оточення. Знову ж таки однозначних даних про загибель борців за незалежність України немає. За однією версією воїни УПА самі підірвалися в криївці (саме цю версію і використали при реконструкції бою під час панахиди з нагоди 60-ї річниці), за іншою — Данило Мисак «Каменяр» розстріляв у бункері решту повстанців пострілом у потилицю, а сам застрелився пострілом у скроню. За словами старших людей, відповідні рани бачили на повстанцях, коли їх тіла перевезли до Кам'янки-Бузької. Ніхто не знає куди згодом поділися тіла загиблих повстанців. Відомо, що мати «Слави» випросила тіло дівчини, і та була похована у селі Батятичі. Решту ж тіл повстанців енкаведисти возила для остраху по навколишніх селах. На місці трагічного бою вже за часів незалежності було споруджено символічну криївку, біля якої встановили пам'ятний хрест. Щорічно тут відбуваються поминальні молебні за загиблими борцями за волю України [8, с. 431].

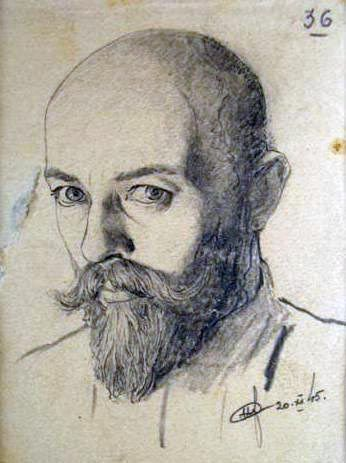
Ніл Хасевич

У липні 2018 року в селі Реклинець  знайшли бідон з листівками, брошурами та кліше для видань ОУН-УПА. "Знахідка була на невеликому горбі неподалік земляного насипу. На підйомі із глибокого рову, що відділяв горб від залізничної колії. Прикопана на глибині близько 40 сантиметрів, - каже краєзнавець, уродженець Реклинця Андрій Яцків. - Бідон призначений для зберігання і транспортування молока. У ньому брошури, листівки і книги. Місцевий мешканець витягнув в'язку листівок і під нею виявились дерев'яні дощечки, помережені різьбленням і вкриті друкарською фарбою. Він зрозумів, що натрапив на залишки підпільної друкарні. Про це свідчили й скляні посудини із порошком для приготування друкарської фарби. Взірці друкованої продукції партизанської друкарні і дереворит, виготовлений з вишні. Дереворіз складається із двох частин: верхня – присвячена вшануванню пам'яті героїв України в день 23 травня, на нижній напис "Пімстиш смерть великих лицарів". Дослідник вважає, що надпис виконав повстанський художник Ніл Хасевич. "Незначна глибина залягання бідона від поверхні землі свідчить, що місце для схову підпільної літератури зробили похапцем, під загрозою більшовицької облави. Після того, як повністю зробили розкоп довкола бідона, ми приступили до обстеження підпільної літератури, що зберігалася всередині посудини. Там була брошура "Хто такі бандерівці та за що вони борються?" 1943 року. З наукових досліджень відомо, що це видання слід пов'язувати з партизанською друкарнею імені Арпада Золотаря, яка свою діяльність розпочала в селі Нова Скварява на Жовківщині", - додає Яцків. Брошура "Хто такі бандерівці" вийшла тиражем 4 тисячі екземплярів. "На титульному листку вона має орнаментальну прикрасу – гілку калини. Із спогадів підпільників, цей елемент оздоблення в друкарні імені Арпада Золотаря виконав маляр і публіцист Степан Ханків. Найбільше листівок було видрукувано за дереворитом Ніла Хасевича "За що ви боролися червоноармійці?", - додає краєзнавець [11].

## 1946—1960 роки
У січні-лютому 1950 року було створено три колгоспи: два у Реклинці (в центрі села — імені Молотова, на Болоті — імені Хрущова) і один в селі Стремінь (імені 40-річчя Жовтня). Почалася друга хвиля колективізації. Люди вже без вагань подавали заяви на вступ до колгоспу, оскільки бачили, що іншого виходу немає. Першим головою колгоспу ім. Молотова став О. В. Ільків.
У 1951 році відбулося об'єднання трьох колгоспів сіл Реклинець та Стремінь в один колгосп «Світанок». За словами П. Владики: «У 1951 році весною два колгоспі було об'єднано в один. Його головою „обрали“ (він був призначений) Іллю Митрофановича Сірченка. Пробувши три роки головою, він не спромігся нічого доброго зробити. Тільки возили його в фаетоні від хати до хати пиячити. В його голові була ідея — стати Героєм. Але незабаром ця мильна булька тріснула і вже навесні 1954 року його з голови колгоспу було знято за безгосподарність і приписки. Час плинув далі: голів колгоспів обирали і знімали, присилали з „тисячників“, які ніколи не мали справи з сільським господарством і не розбиралися в ньому. Врожайність з року в рік падала, люди на трудодень одержували мізерну частку, заробляли зовсім мало. У 1952 році в Добротворі почалося будівництво електростанції, люди почалися туди, але їх там не приймали, бо потрібна була довідка гід голови колгоспу. Отож жили, як закріпачені. В ті ж таки роки молоді хлопці, повертаючись і армії, влаштовувалися на роботу на червоноградські шахти». На початку 1970-х років колгосп було перейменована на «Ленінський шлях». В цей час на території Реклинця була розміщена центральна садиба колгоспу, за якою закріплювалося 6838 гектарів сільськогосподарських угідь, у тому числі 2888 га орної землі, 2270 сінокосів. Господарство спеціалізувалося на вирощуванню зернових (в основному пшениці і ячменю) культур. Тваринництво — м'ясо-молочного напрямку. За успіхи у розвитку сільськогосподарського виробництва 14 колгоспників були нагороджені радянськими орденами і медалями, з них орденом Леніна — тодішній голова сільської ради Р. А. Белінський, орденом Трудового Червоного Прапора — слюсар І. Д. Дудяк, водій В. М. Саноцький, доярка А. М. Цюпа.
У селі Реклинець, Сокальського р-ну після 1946 року церква перейшла до РПЦ, тому залишилася діючою. Але частина людей не була задоволена таким станом речей. Визнаючи себе як греко-католиків, вони шукали можливості бути на Богослужіннях греко-католицьких священиків підпільної Церкви. Очевидці розповідають про отця Чернегу, який у часи підпілля таємно вночі у домах вірних служив Службу Божу, сповідав, хрестив та вінчав. Якщо ж не було можливості зібратися в Реклинці на підпільне Богослужіння, то вірні ішли до віддалених від головних шляхів сіл Борове чи Стремінь. Також пригадують очевидці, що коли не було змоги висповідатися у часі Великого посту в підпільного священика, то намагалися поїхати до Львова і посповідатися та прийняти Причастя у римо-католицькій катедрі [9].

## Сучасна історія
Після закінчення Другої світової війни великою популярністю у Реклинці користувався сільський хор. Наприкінці зими 1983 р. при новозбудованому реклинецькому Будинку культури було організовано новий сільський хор, який налічував 25 учасників. Його керівником стала вчитель музики Білань Ярослава Федорівна. Після кількох репетицій хор вперше виступив на святі присвяченому Т. Г. Шевченку. Через рік до колективу приєдналися учасники художньої самодіяльності із Стременя, яким місцева влада виділила транспорт для довозу на репетиції. Активними учасниками хору були: Ключка Петро, Сагайдак Федір, Пилипів Степан, Лев Петро, Лев Михайло, Ключка Михайлина, Горінна Галина, Коляда Петро, Пилипів Петро, Пилипів Марія, Ключка Ігор, Заяць Ольга, Ковальчук Василь, Бурко Люба та інші. Акомпоніатором хору був Васько Микола, який грав на баяні. Пісні намагалися підбирати таким чином, щоб ті якнайкраще звучали у виконанні хору, відповідали тематиці заходів. Виконували здебільшого народні пісні, а також пісні у яких звучали Шевченкові вірші. Репетиції проводилися у приміщенні Будинку культури, на сцені якого пізніше й відбувалися виступи. Хор співав перед реклинчанами на усіх заходах присвячених знаменним подіям того часу, зокрема, на свято 8 березня, 22 квітня (день народження В. Леніна), День Перемоги, річницю Жовтневої революції. Про високу майстерність колективу говорив той факт, що він також виступав з концертами у навколишніх селах — Стремені, Двірцях, Боровому, Куличкові. Велику допомогу хору у підвозі та виділенні коштів на харчування надавав реклинецький колгосп. Наприкінці 1980-х років, коли зникли релігійні перестороги хор звернувся до християнських обрядових пісень. Зокрема, спільно з дитячим ансамблем співав у церкві під час служби Божої, на різдвяні свята ходив колядувати. На початку 1990-х хор припинив існування [1, с. 97—98].
У червні 1967 року відбулося урочисте відкриття нового приміщення дитячого садка (отримав назву «Веселка»). Зведений він був завдяки колгоспу «Ленінський шлях» (голова Стодольний М. В.), який узяв на себе усі фінансові витрати і будівельні роботи. В завершеному вигляді це була велика одноповерхова будівля з двома просторими груповими кімнатами, прийомними, спальнями, кухнею, кабінетом завідувача, літніми верандами, туалетами. Крім цього навколо садочку було зведено ігрові майданчики, підсобні приміщення, літні альтанки, насаджено фруктові дерева, кущі жовтої акації. Крім цього, у розпорядженні дошкільного закладу було майже 20 арів городу. Першими працівниками дитсадка стали: завідувач — Лєвіна Наталія Олексіївна, вихователь — Базюк М. П., помічник вихователя — Романчук К. В., кухар — Буката І. М. Діяла одна група. Наприкінці 1980-х — початку 1990-х років на подвір'ї садочку було споруджено льох, насаджено кілька ялин, поставлено нічні ліхтарі. У цей час малюки відвідували дві групи — молодшу та старшу, а протягом 1990-х років — три. Втім, незабаром залишилась лише одна група. В 1991 році дитячий садок переходить на баланс сільської ради. Протягом 2007—2012 рр. (завідувач — Мельник М. І.) було проведено газифікацію приміщення, здійснено капітальний ремонт підлоги, частково замінено старі дерев'яні вікна на нові пластикові, прокладено каналізацію тощо. В 2011 відкрито молодшу групу [1, с. 89—90]. На сьогоднішній день у дошкільному закладі працює великий колектив: завідувач, три вихователі, два помічники вихователя, музичний керівник, кухар і прачка. Кожного року у садочку проводяться різні цікаві для малят свята — «Свято осені», День святого Миколая, 8 березня, Великоднє свято, День матері, «Літо-літечко прийшло», літні спортивні розваги, випускний бал для старших дошкільнят. Групові кімнати оформлені сучасними цікавими пізнавальними стендами, створені необхідні умови для розумового, духовного і фізичного розвитку дитини. Упродовж 2012—2017 рр. приміщення відремонтували здебільшого за батьківські та спонсорські кошти. Зокрема, було замінено каналізацію, вставлено пластикові вікна, перекрито дах, здійснено ремонт кухні.
06 лютого 2012 року в с. Реклинець Сокальського району створено Благодійну організацію "Фонд розвитку громад «Єдиний порив» /https://www.facebook.com/LVIVFOND.EdinyPoriv/, яка здійснює діяльність на території Сокальського, Жовківського та Кам'янко-Бузького районів Львівської обл., місія якої підвищення якості та рівня життя, задоволення культурних, освітніх, мовних, інформаційних та інших запитів і потреб жителів громад зазначених районів.

## Спорт

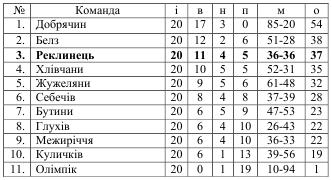
Підсумкова таблиця сезону 2011/2012

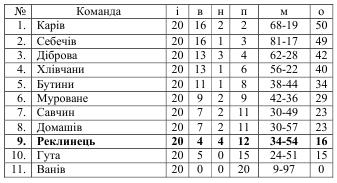
Підсумкова таблиця сезону 2016/2017

У березні 2011 р. з ініціативи сільського голови Левківа Р. М., у селі Реклинець було сформовано футбольну команду «Желдець». До  її складу ввійшли виключно місцеві хлопці. Команда була заявлена у другу лігу розіграшу чемпіонату Сокальщини. Для цього було збільшено розміри футбольного поля на шкільному стадіоні, у чому велику допомогу надало ТзОВ «Реклинець». Перед стартом футболісти провели кілька товариських матчів. Капітаном «Желдця» був обраний Бусько Михайло. Протягом усього чемпіонату команда, незважаючи на статус дебютанта показувала гідну гру і виборювала важливі очки. В 11 з 20 матчів було здобуто перемоги. У підсумку «Желдець» посів у турнірній таблиці високе третє місце. Кращим бомбардиром команди став Біловус Богдан, в активі якого 11 забитих голів. Разом з командою на виїзні матчі їздила група відданих уболівіальників. Ось імена реклинецьких футболістів, які зіграли щонайменше у восьми поєдинках: Стельмашик І., Бусько Б., Білобран В., Шпак Р., Макух В., Гладюк В., Сагайдак В., Владика Р., Левків Ю., Левків Б., Біловус Б., Бусько В., Ковальчук В., Медвідь М., Микитишин М. Тренував команду у всіх матчах – Криштопа Володимир Іванович. У наступні роки команда, виступала посередньо, часто змінювала тренерів, але була міцним середняком реформованої першої ліги чемпіонату Сокальщини. Сезон 2016/2017 став останнім для команди. "Желдець" узяв невизначену паузу у виступах на першість Сокальщини.

## Відомі люди
- Маївський Дмитро Іванович — член бюро Проводу ОУН, головний редактор органу ОУН «Ідея і чин», генерал-політвиховник УПА.
- Хвалібота Михайло — командир Тактичного відтинку УПА ТВ-12 «Климів», куреня «Галайда», сотень «Перебийніс» і «Тигри».
- Марк (Левків), в миру Левків Михайло Степанович — архієрей Української православної церкви — Київського патріархату, єпископ Кіровоградський і Голованівський.
- П'ясецький Андрій Левович — вчений, політичний та громадський діяч, міністр лісів в уряді Ярослава Стецька.
- Коваль Ігор Михайлович — кандидат історичних наук, доцент кафедри релігієзнавства, теології і культурології Прикарпатського національного університету імені Василя Стефаника.
- Дунелич Зіта Костянтинівна — багаторічний медичний працівник, фельдшер села Реклинець.
- Гладишевський Євген Іванович — хімік, кристалохімік, засновник Львівської кристалохімічної школи, професор Львівського університету.